# Сєров Володимир Олександрович
Володимир Олександрович Сєров (21 липня 1910, село Еммаусс Тверської губернії, тепер Калінінського району Тверської області, Російська Федерація — 19 січня 1968, місто Москва) — радянський російський художник-живописець, графік, педагог, 1-й секретар правління Спілки художників РРФСР, президент Академії мистецтв СРСР. Член-кореспондент (1947), дійсний член (1954) Академії мистецтв СРСР. Депутат Верховної Ради Російської РФСР у 1958—1968 роках. Член Центральної Ревізійної Комісії КПРС у 1961—1968 роках.

## Життєпис
З 1922 року навчався у Вищому державному художньо-технічному інституті в Ленінграді. У 1931 році закінчив Ленінградський інститут пролетарського образотворчого мистецтва (майстерня В. Савинського). У 1931—1933 роках навчався там же в аспірантурі у І. Бродського.
У 1933—1942 роках викладав в Ленінградському інституті живопису, скульптури та архітектури, професор. Під час війни і блокади залишався в Ленінграді.
Член ВКП(б) з 1942 року.
У 1942—1947 роках — голова Ленінградської Спілки радянських художників. Брав участь в роботі об'єднання «Бойовий олівець».
У 1957—1960 роках — голова Організаційного комітету Спілки художників Російської РФСР.
У 1958—1962 роках — віцепрезидент Академії мистецтв СРСР.
У 1960—1968 роках — 1-й секретар правління Спілки художників РРФСР.
У грудні 1962 — 19 січня 1968 року — президент Академії мистецтв СРСР.
У квітні 1963 — 19 січня 1968 року — секретар правління Спілки художників СРСР.
Помер 19 січня 1968 року в Москві. Похований на Новодівочому цвинтарі Москви.

## Основні праці
Автор картин на історико-революційні теми, портретів, пейзажів, натюрмортів. У картинах художника, присвячених подіям Жовтневого перевороту і перших років Радянської влади, історичні події інтерпретуються в дусі офіційної історіографії 1940—1960 років.
- «Сибірські партизани» (1934)
- «На Юденича» (1934).
- «Приїзд В. І. Леніна в Петроград в 1917 році» (1937)
- «24 жовтня 1917 року»
- «Штаб Чапаєва» (1938)
- «Льодове побоїще» (1942)
- «Останній патрон» (1942)
- «Балтійський десант» (1942)
- «В'їзд Олександра Невського в Псков» (1945)
- «В. І. Ленін проголошує радянську владу» (1947)
- «Ходаки у В. І. Леніна» (1950)
- «Зимовий узятий!» (1954)
- «Чекають сигналу (Перед штурмом)» (1957)
- «Декрет про мир» (1957)
- «Декрет про землю» (1957)
- «Робітник» (1960)
- Серія з 10 кольорових ілюстрацій до «Слова о полку Ігоревім», (1957—1962)
- «Сталевар» (1966)

## Нагороди і звання
- два ордени Леніна
- орден Трудового Червоного Прапора
- медалі
- Сталінська премія І ст. (1948) — за картину «Ленін проголошує радянську владу» (1947)
- Сталінська премія ІІ ст. (1951) — за картину «Ходаки у В. І. Леніна» (1950)
- Народний художник Російської РФСР (1956)
- Народний художник СРСР (1958)